# Antònia Serrano i Darder
Antònia Serrano i Darder (Valldemossa, Mallorca, 1939 - Valldemossa, 2015) fou una cuinera, activista cultural i escriptora mallorquina.
Serrano fou una de les impulsores de la creació de la delegació de l'Obra Cultural Balear (OCB) a Valldemossa i, el 1989, una de les fundadores de la revista Miramar, una de les més prestigioses de la premsa forana de Mallorca, que ella coordinà fins al darrer moment. També fou membre de l'Associació d'Amics de l'Arxiduc, entre altres associacions.
Com a cuinera, des del 1994 explicà per ràdio els seus menús; primerament, a Ràdio Mallorca i a La Voz, i després a ONA Mallorca. Foren populars a les Balears els seus llibres de receptes de cuina tradicional, com Receptes de na Tonina (1995) i Més receptes de na Tonina (2005), que la convertiren en referent de la cuina mallorquina. També escriví Jocs i moixonies (2001), conjuntament amb Dolors Estrades, en què recopilà cançons, jocs i dites per mostrar tot allò que podia aprendre un infant mallorquí al llarg de la seva infantesa. L'any 2007 escrigué, juntament amb els seus nets, L'alzina dels contes. També publicà diversos llibres de poesia, com Massa mites (1998), que foren guardonats en certàmens literaris —guanyà l’Accèssit Reina Amàlia de poesia en català (1992) i el primer premi en el XXII certamen poètic Verge de Consolació (1994)— i col·laborà amb nombrosos mitjans de comunicació.
El 2003 fou guardonada amb el premi Aina Moll i Marquès dels premis 31 de Desembre de l'OCB.